# Dresdner Kulturmagazin
Das DRESDNER Kulturmagazin wurde 1990 gegründet und war mit einer Druckauflage von 35.667 Exemplaren (IVW 2/2007) ein kostenloses Stadtmagazin in Dresden. Es hatte 36 Seiten und berichtete monatlich über das kulturelle Leben der Stadt. Es verfügte über einen Programmkalender, Kulturberichte und -informationen sowie früher auch einen Kleinanzeigenteil und Veranstaltungsadressen.
Ende Dezember 2024 wurde bekanntgegeben, dass das Erscheinen eingestellt werden muss. Grund seien die massiven Anzeigenrückgänge aufgrund der Kürzungen im Kulturetat der Landeshauptstadt Dresden.
Bis 1997 erschien das Heft als Verkaufsmagazin mit der Unterzeile Die Illustrierte der Stadt. 1997 erfolgte die Umstellung zu einem kostenfreien Medium mit dem Untertitel Kulturmagazin. Das Verbreitungsgebiet erstreckte sich über Dresden hinaus auf Ostsachsen bis Görlitz, Kamenz und Zittau. Seit dem 4. Oktober 1999 war das Dresdner Kulturmagazin unter der Webadresse www.dresdner.nu online abrufbar.
Herausgegeben wurde das Dresdner Kulturmagazin von der Medien Verlags GmbH, einer von Großverlagen unabhängigen, reinen Mitarbeitergesellschaft. Die regelmäßig stattfindende Zielgruppenanalyse der AWA aus dem Jahr 2005 wies eine Hauptlesergruppe zwischen 25 und 29 Jahren aus und eine Reichweite von 2,3 Lesern pro Heft.
Mitte bis Ende der 1990er Jahre schrieb Dresdens späterer Oberbürgermeister Ingolf Roßberg die monatliche Kolumne.
Seit dem Jahr 2005 engagierte sich die Medien Verlags GmbH Dresden jährlich mit der Suche nach dem „Sound of Dresden“. Innerhalb eines Wettbewerbs wurden lokale Musikgruppen aufgefordert ihre eigenen Produktionen einzusenden. Dabei konnten sich die Interpreten innerhalb der verschiedenen Musikrichtungen frei bewegen, da es keinerlei Genre-Begrenzung gab. Nach einer redaktionsinternen Vorauswahl wurden die ausgewählten Künstler im Heft sowie der Onlineausgabe vorgestellt. Zudem wurden die Nutzer animiert, darüber abzustimmen, welche Künstler auf die später erscheinende Musik-CD „Sound Of Dresden“ aufgenommen werden sollten. An die Veröffentlichung der CD war auch immer eine Veranstaltung geknüpft, auf der wiederum eine Auswahl der auf der CD vertretenen Künstler auftraten, die vorher vom geneigten Publikum in das Event gewählt wurden. Die Veranstaltung unterstrich das ausgeprägte Engagement und die Ideologie des Unternehmens.
Die Geschichte des „Sound Of Dresden“ ist durch einen besonderen Höhepunkt gekennzeichnet. Die Gewinner des Publikumsvotings aus dem Jahr 2005, Polarkreis 18, wurden später bei Motor Music unter Vertrag genommen und dadurch auch einem breiteren Publikum bekannt.